# Richie Sagrado
Richie Sagrado Sebastiao (Genk, 30 gennaio 2004) è un calciatore belga, difensore del Venezia.

## Carriera
Cresciuto nel settore giovanile del Genk, nel 2021 si trasferisce all'OH Lovanio; il 15 giugno 2022 firma il primo contratto professionistico con il club, di durata triennale. Esordisce in prima squadra il 10 marzo 2023, nella partita di campionato vinta per 0-1 contro lo Charleroi.
Il 3 agosto 2024 firma un contratto quadriennale col Venezia. Otto giorni dopo fa il suo esordio con i lagunari nella partita dei trentaduesimi di Coppa Italia in casa del Brescia, persa per 3-1, in cui gioca da titolare. Il 18 agosto esordisce anche in serie A, schierato titolare nella partita in casa della Lazio, persa per 3-1.

## Statistiche

### Presenze e reti nei club
Statistiche aggiornate al 24 maggio 2025.
| Stagione          | Squadra           | Campionato        | Campionato | Campionato | Coppe nazionali | Coppe nazionali | Coppe nazionali | Coppe continentali | Coppe continentali | Coppe continentali | Altre coppe | Altre coppe | Altre coppe | Totale | Totale |
| Stagione          | Squadra           | Comp              | Pres       | Reti       | Comp            | Pres            | Reti            | Comp               | Pres               | Reti               | Comp        | Pres        | Reti        | Pres   | Reti   |
| ----------------- | ----------------- | ----------------- | ---------- | ---------- | --------------- | --------------- | --------------- | ------------------ | ------------------ | ------------------ | ----------- | ----------- | ----------- | ------ | ------ |
| 2022-2023         | OH Lovanio U23    | N1                | 20         | 0          | -               | -               | -               | -                  | -                  | -                  | -           | -           | -           | 20     | 0      |
| 2022-2023         | OH Lovanio        | D1                | 3          | 0          | CB              | -               | -               | -                  | -                  | -                  | -           | -           | -           | 3      | 0      |
| 2023-2024         | OH Lovanio        | D1                | 31         | 2          | CB              | 2               | 0               | -                  | -                  | -                  | -           | -           | -           | 33     | 2      |
| Totale OH Lovanio | Totale OH Lovanio | Totale OH Lovanio | 34         | 2          |                 | 2               | 0               |                    | -                  | -                  |             | -           | -           | 36     | 2      |
| 2024-2025         | Venezia           | A                 | 3          | 0          | CI              | 1               | 0               | -                  | -                  | -                  | -           | -           | -           | 4      | 0      |
| Totale carriera   | Totale carriera   | Totale carriera   | 57         | 2          |                 | 3               | 0               |                    | -                  | -                  |             | -           | -           | 60     | 2      |